# Méléagant
Méléagant (parfois Mahoeloas, Maleagant, Meliagant, Meligaunt, Meliagaunt, Meliaganz, Meliagrance, Mellyagraunce, Mellegrans ou d'autres variantes) est un personnage de la légende arthurienne. Son nom provient certainement d'une divinité celte du nom de « Melwas », seigneur du Pays de l'Été. Méléagant revêt différentes fonctions selon les auteurs, pouvant être un roi, un chevalier de la Table ronde chez Thomas Malory, ou un fils de roi, chevalier félon venu d'un pays étranger d'après le roman de Chrétien de Troyes, Lancelot ou le Chevalier de la charrette. Dans tous les cas, il est l'instigateur de l'enlèvement de la reine Guenièvre, ou l'enlève lui-même, avant d'être vaincu par le chevalier Lancelot.
Le personnage réapparaît dans les adaptations modernes de la légende arthurienne, entre autres dans Kaamelott d'Alexandre Astier.

## Étymologie et terminologie
Roger Sherman Loomis considère que la forme Maleagant ou Meleagans provient directement du brittonique « Melwas » qui désigne le seigneur du Pays de l'Été, une sorte de dieu de l'Autre Monde dans les contes celtiques. Il énumère un certain nombre de variantes, y compris « Mehaloas », « Méliens » et « Malvasius ». D'autres existent, puisque Philippe Ménard et Danielle Queruel citent la forme « Meliagrain », et Christopher W. Bruce les formes Meleag(r)aunce, Meliakanz, Meljaganz, Miljanz et Milienc.

## Origine
Méléagant est certainement inspiré d'un personnage des légendes galloises nommé Melwas. La première version populaire racontant l'enlèvement de Guenièvre provient d'un manuscrit du début du XIIe siècle concernant la vie de Gildas, rédigé par Caradoc de Llancarfan. Dans ce texte, le roi du pays de l'été Melwas enlève Guenièvre hors de son fief de Glastonbury. Arthur la retrouve après un an de recherches et prépare l'assaut du château, mais Gildas négocie son retour en toute sécurité. Melwas apparaît aussi dans un fragment de dialogue gallois, ce qui atteste que cette histoire était largement connue au pays de Galles. Une sculpture monumentale de la cathédrale de Modène, en Italie, contient une scène liée. Arthur et ses guerriers y assiègent un château. Un personnage identifié comme « Mardoc » se trouve avec « Winlogee », probablement Guenièvre.

## Dans la littérature arthurienne
Méléagant est avant tout celui qui enlève la reine Guenièvre, chez Chrétien de Troyes comme dans la vulgate du Lancelot.

### Lancelot ou le Chevalier de la charrette
Fils du roi de Gorre et chevalier du Pays sans Retour, il surgit à la cour du roi Arthur un jour de l'Ascension. Il enlève Guenièvre, que Lancelot du Lac viendra délivrer. Dans ce même récit, Lancelot lui tranche la tête. Méléagant y est présenté comme un double « négatif » de Lancelot, c'est un puissant chevalier mais vaniteux, orgueilleux, enlevant Guenièvre au lieu de la séduire, méprisant envers Arthur et rebelle à son père.

### Sone de Nansay

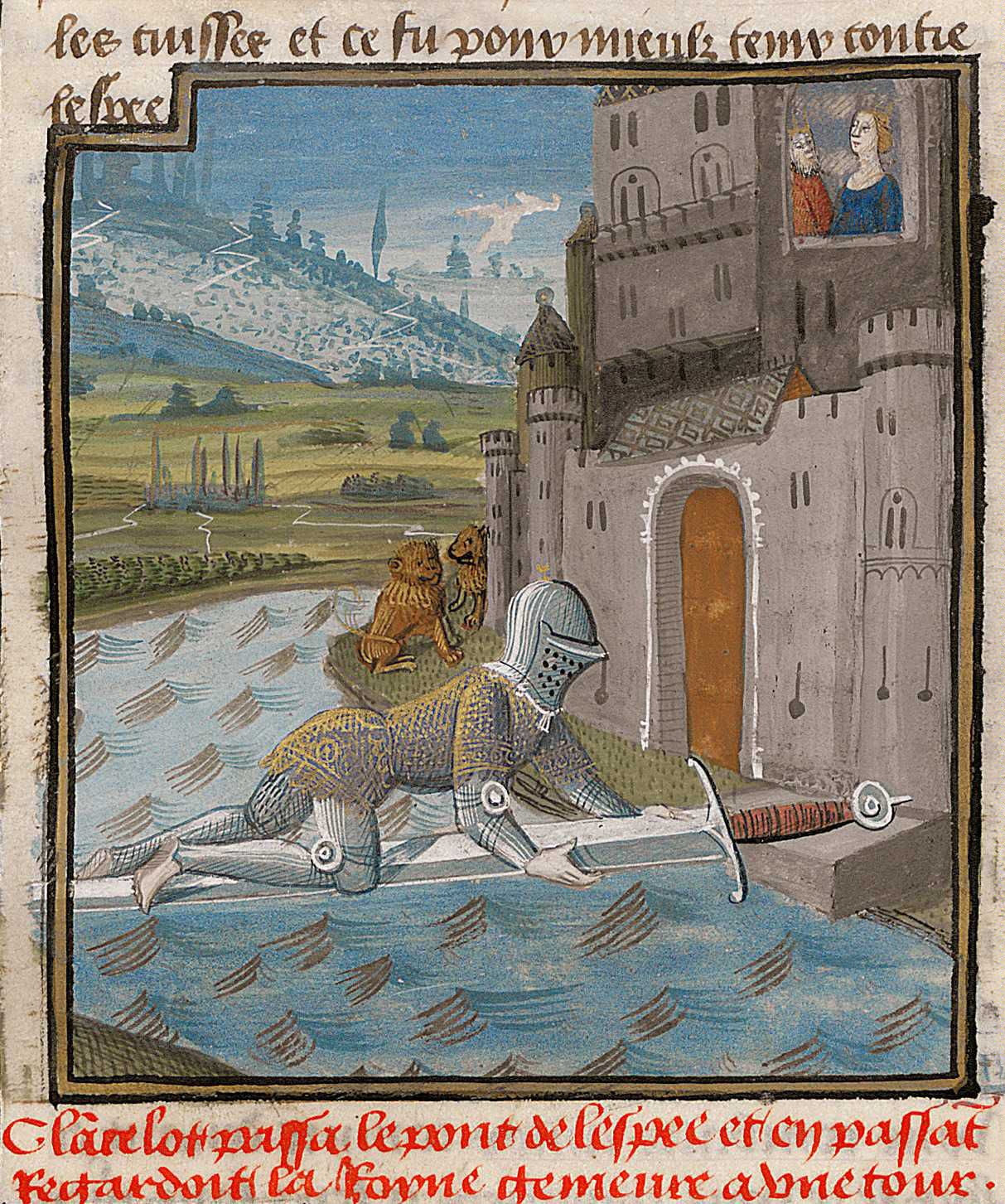
Lancelot passant le pont de l'Épée, enluminure d'un manuscrit, vers 1475.

Dans le roman Sone de Nansay, Sone visite une île qui serait celle de Méléagant. Son père était le roi Baudemagus, et son grand-père Tadus. L'île de Méléagant est parfaitement carrée, ses parois sont faites de cristal. Un palais se trouve à chaque coin et au centre, une fontaine jaillit à travers une corne de cuivre doré. Le Pont de l'Epée (Sword Bridge) relie l'île à une chaussée permettant de rejoindre le continent. À l'époque de Méléagant, beaucoup d'hommes ont été décapités.

### Le Morte d'Arthur
Dans Le Morte d'Arthur de Thomas Malory, Méliagrance est le cousin du roi Urien. Cette version diffère des précédentes, puisque la motivation du félon pour enlever la reine est l'amour, non la fierté. Le Méliagrance de Thomas Malory apparaît aussi particulièrement incompétent pour un chevalier, déléguant l'enlèvement de Guenièvre à d'autres en raison de sa peur de Lancelot. Enfin, il est un chevalier de la Table ronde détenteur d'un château à Lambeth, près de Camelot.

### Autres
Selon Jean Markale, Maheolas, le sire de l'Ile de Verre dans Erec et Enide, n'est autre que Méléagant, bien qu'il soit décrit comme un preux.

## Adaptations modernes
Méléagant apparaît dans diverses adaptations contemporaines de la légende arthurienne, comme le roman Les Brumes d'Avalon, de Marion Zimmer Bradley, ou le film Lancelot, le premier chevalier.
Dans la série télévisée Kaamelott, Méléagant interprété par Carlo Brandt est une sorte d'ange de la mort envoyé par les dieux comme la « réponse » aux agissements d'Arthur qui leur a fait affront. On se rapproche alors plus de la tradition des contes celtiques. Dans cette série, le rôle de Méléagant selon Chrétien de Troyes est tenu par Lancelot lui-même, après sa sédition, dont l'intégrité confinant à l'intégrisme le pousse à exprimer ses mauvais côtés, allant jusqu'à détenir Guenièvre contre sa volonté. Alexandre Astier accorde un grand rôle à Méléagant dans le Livre V : il tente de convaincre Lancelot de renoncer à toutes les valeurs qu'il tenait pour justes ; dans le Livre VI, il est dévoilé que Méléagant est derrière le suicide de César, interprété par Pierre Mondy. Après avoir poussé Arthur à tenter de se suicider à la fin du Livre V, il finit par obtenir la destruction de la Table Ronde lorsqu'Arthur, mourant, confie le pouvoir à Lancelot. Réapparu auprès du Chevalier du Lac, Méléagant le pousse à instaurer une dictature sur le Royaume de Logres, poursuivant les Chevaliers de la Table Ronde tandis qu'Arthur réussit, avec l'aide de Venec, à s'échapper vers Rome.
L'adaptation jeunesse d'Anne-Marie Cadot-Colin et François Baranger, Lancelot du Lac, reprend la version de Chrétien de Troyes. Méléagant, fils du roi Baudemagus du pays de Gorre, vient défier Lancelot à la cour d'Arthur.
Le personnage de Méléagant apparaît dans la comédie musicale La Légende du roi Arthur interprété par Fabien Incardona. C'est un puissant chevalier, rival d'Arthur, considérant que ce dernier lui a volé le trône en saisissant Excalibur, mais aussi Guenièvre, qui lui était promise.